# Филармонический оркестр Тампере
Филармонический оркестр Тампере (фин. Tampere Filharmonia) — финский симфонический оркестр из города Тампере.
Появившийся по инициативе дирижёра Элиаса Кийанмиеса, оркестр, состоящий из 34 музыкантов и называвшийся тогда просто оркестром Тампере, дал первое публичное выступление 6 января 1930 года. В 1947 году оркестр получил официальный статус и новое название — Городской оркестр Тампере. В 1970-х годах состав оркестра был расширен до 59 человек. В 1974 году была издана первая аудиозапись оркестра. В 1980 году состоялись его первые зарубежные гастроли, в 1987 он впервые посетил США. Современное название оркестр получил в 2002 году. Состав оркестра вновь увеличился, на этот раз почти до ста музыкантов, благодаря чему он стал крупнейшим оркестром страны за пределами Хельсинки. Оркестр выступает с концертами на своей основной концертной площадке — концертном зале Тампере, и гастролирует за рубежом. Было издано более 40 аудиозаписей оркестра. Филармонический оркестр Тампере также является официальным музыкальным коллективом оперной и балетной компаний Тампере и регулярно участвует в фестивале Tampere Biennale. Должность главного дирижёра оркестра с 2009 года занимает Ханну Линту.

## Главные дирижёры
- Элиас Кийанмиес (1930—1932)
- Ээро Косонен (1932—1968)
- Юхани Райскинен (1969—1973)
- Йоуко Саари (1973—1974)
- Пааво Раутио (1974—1987)
- Атсо Алмила (1987—1989)
- Ари Расилайнен (1989—1990)
- Леонид Грин (1990—1994)
- Туомас Оллила-Ханникайнен[фин.] (1994—1998)
- Эри Клас (1998—2006)
- Юн Стургордс (2006—2009)
- Ханну Линту (2009—2013)
- Сантту-Матиас Роували (с 2013 г.)